# Puy de Monténard
Le puy de Monténard est un sommet d'origine volcanique culminant à 1 173 m d'altitude dans le département français du Puy-de-Dôme.

## Géographie
Le puy de Monténard est situé dans la chaîne des Puys, au sein du Massif central. Il est également le volcan le plus au sud de la chaîne des Puys.

## Accès

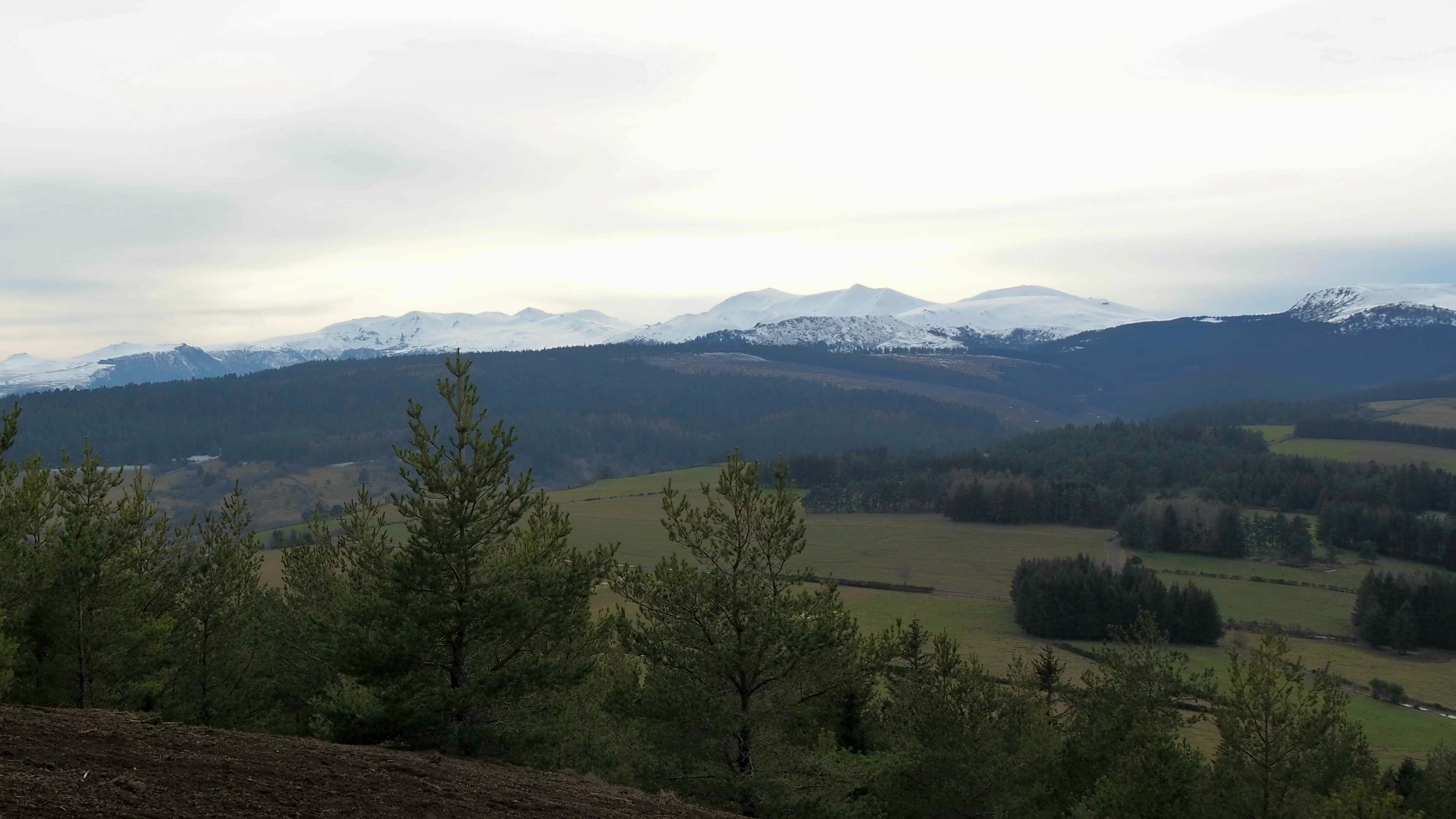
Vue sur le massif du Sancy depuis le sommet du puy de Monténard.

L'accès est balisé par un sentier de petite randonnée (1 h 30 depuis le village de Saulzet le Froid). Au sommet, une trouée dans la végétation offre la vue sur le massif du Sancy.